# Fever Dream
Fever Dream è il secondo album in studio del chitarrista statunitense Richie Kotzen, pubblicato nel 1990. 
A differenza del disco di debutto, che era interamente strumentale, l'album vede Kotzen cimentarsi per la prima volta al canto.

## Tracce
Testi e musiche di Richie Kotzen, eccetto dove indicato.
1. She – 3:23
2. Fall of a Leader – 3:18
3. Off the Rails – 2:44 (Kotzen, Mike Varney)
4. Yvonne – 3:08
5. Things Remembered Never Die – 6:21 (Kotzen, Varney)
6. Dream of a New Day – 3:18
7. Money Power – 2:59
8. Rollercoaster – 3:23
9. Wheels Can Fly – 3:16
10. Truth in Lies – 5:49

## Formazione
Musicisti
- Richie Kotzen – voce, chitarra solista
- Mike Varney – seconda chitarra (traccia 5)
- Danny Thompson – basso, cori
- Atma Anur – batteria
- Jesse Bradman – cori
- Mark Tate – cori
- Kevin Chalfant – cori

Produzione
- Mike Varney, Steve Fontano – produzione
- Steve Fontano – ingegneria del suono, missaggio
- George Horn – mastering